# Nejlepší hráči na mistrovství světa juniorů v ledním hokeji
Seznam uvádí nejlepší hráče na mistrovství světa juniorů v ledním hokeji, kteří byli vyhlášeni od roku 1977 na mistrovstvích světa juniorů v ledním hokeji v kategoriích brankář, obránce a útočník.

## Nejlepší hráči
| Rok                                  | Brankář             | Obránce              | Útočník             |
| ------------------------------------ | ------------------- | -------------------- | ------------------- |
| MSJ 1977                             | Jan Hrabák          | Vjačeslav Fetisov    | Dale McCourt        |
| MSJ 1978                             | Alexandr Tyžnych    | Vjačeslav Fetisov    | Wayne Gretzky       |
| MSJ 1979                             | Pelle Lindbergh     | Alexej Kasatonov     | Vladimir Krutov     |
| MSJ 1980                             | Jari Paavola        | Reijo Ruotsalainen   | Vladimir Krutov     |
| MSJ 1981                             | Laris Eriksson      | Miloslav Hořava      | Patrick Sundström   |
| MSJ 1982                             | Mike Moffat         | Gord Kluzak          | Petri Skriko        |
| MSJ 1983                             | Dominik Hašek       | Ilja Bjakin          | Tomas Sandström     |
| MSJ 1984                             | Alan Perry          | Alexej Gusarov       | Raimo Helminen      |
| MSJ 1985                             | Craig Billington    | Vesa Salo            | Michal Pivoňka      |
| MSJ 1986                             | Jevgenij Bělošejkin | Michail Tatarinov    | Jim Sandlak         |
| MSJ 1987                             | Markus Ketterer     | Calle Johannson      | Robert Kron         |
| MSJ 1988                             | Jimmy Waite         | Teppo Numminen       | Alexandr Mogilnyj   |
| MSJ 1989                             | Alexej Ivaškin      | Ricard Persson       | Pavel Bure          |
| MSJ 1990                             | Stephane Fiset      | Alexandr Godynjuk    | Robert Reichel      |
| MSJ 1991                             | Pauli Jaks          | Jiří Šlégr           | Eric Lindros        |
| MSJ 1992                             | Mike Dunham         | Darjus Kasparajtis   | Michael Nylander    |
| MSJ 1993                             | Manny Legace        | Janne Gronvall       | Peter Forsberg      |
| MSJ 1994                             | Jamie Storr         | Kenny Jönsson        | Niklas Sundström    |
| MSJ 1995                             | Jevgenij Tarasov    | Bryan McCabe         | Marty Murray        |
| MSJ 1996                             | José Théodore       | Mattias Öhlund       | Jarome Iginla       |
| MSJ 1997                             | Marc Denis          | Joseph Corvo         | Alexej Morozov      |
| MSJ 1998                             | David Aebischer     | Pavel Skrbek         | Olli Jokinen        |
| MSJ 1999                             | Roberto Luongo      | Vitalij Višněvskij   | Maxim Afinogenov    |
| MSJ 2000                             | Rick DiPietro       | Alexander Rjazancov  | Milan Kraft         |
| MSJ 2001                             | Tomáš Duba          | Rostislav Klesla     | Pavel Brendl        |
| MSJ 2002                             | Kari Lehtonen       | Igor Knjazev         | Mike Cammalleri     |
| MSJ 2003                             | Marc-André Fleury   | Joni Pitkänen        | Igor Grigorenko     |
| MSJ 2004                             | Al Montoya          | Sami Lepistö         | Zach Parise         |
| MSJ 2005                             | Marek Schwarz       | Dion Phaneuf         | Alexandr Ovečkin    |
| MSJ 2006                             | Tuukka Rask         | Marc Staal           | Jevgenij Malkin     |
| MSJ 2007                             | Carey Price         | Erik Johnson         | Alexej Čerepanov    |
| MSJ 2008                             | Steve Mason         | Drew Doughty         | Viktor Tichonov     |
| MSJ 2009                             | Jacob Markström     | Erik Karlsson        | John Tavares        |
| MSJ 2010                             | Benjamin Conz       | Alex Pietrangelo     | Jordan Eberle       |
| MSJ 2011                             | Jack Campbell       | Ryan Ellis           | Brayden Schenn      |
| MSJ 2012                             | Petr Mrázek         | Brandon Gormley      | Jevgenij Kuzněcov   |
| MSJ 2013                             | John Gibson         | Jacob Trouba         | Ryan Nugent-Hopkins |
| MSJ 2014                             | Oscar Dansk         | Rasmus Ristolainen   | Filip Forsberg      |
| MSJ 2015                             | Denis Godla         | Vladislav Gavrikov   | Max Domi            |
| MSJ 2016                             | Linus Söderström    | Zach Werenski        | Jesse Puljujärvi    |
| MSJ 2017                             | Felix Sandström     | Thomas Chabot        | Kirill Kaprizov     |
| MSJ 2018                             | Filip Gustavsson    | Rasmus Dahlin        | Casey Mittelstadt   |
| MSJ 2019                             | Pjotr Kočetkov      | Alexandr Romanov     | Ryan Poehling       |
| MSJ 2020                             | Joel Hofer          | Rasmus Sandin        | Alexis Lafrenière   |
| MSJ 2021                             | Devon Levi          | Topi Niemelä         | Tim Stützle         |
| MSJ 2022                             | Jesper Wallstedt    | Kasper Puutio        | Mason McTavish      |
| MSJ 2023                             | Adam Gajan          | David Jiříček        | Connor Bedard       |
| MSJ 2024                             | Hugo Hävelid        | Axel Sandin-Pellikka | Fréza Gauthier      |
| MSJ 2025                             | Petteri Rimpinen    | Axel Sandin-Pellikka | Ryan Leonard        |
| Brankáři Zdroj na eliteprospects.com |                     |                      |                     |
| Obránci Zdroj na eliteprospects.com  |                     |                      |                     |
| Útočníci Zdroj na eliteprospects.com |                     |                      |                     |